# Nigari
Nigari (jap. 苦汁 dosł. „gorzki płyn, zupa, wywar, solanka”) – artykuł spożywczy, będący w prawie 95% chlorkiem magnezu (MgCl2·6H2O) z niewielką domieszką siarczanu magnezu i mikroelementów.
Pierwotnie nazwą tą określano substancję, którą uzyskiwano podczas odsalania wody morskiej, po wykrystalizowaniu z niej chlorku sodu. Obecnie często jest poddawane dalszemu oczyszczaniu metodami chemicznymi (nigari rafinowane) lub uzyskiwane całkowicie syntetycznie. Nigari ma charakterystyczny słonogorzki smak. W Chinach nazywa się lushui (卤水).

## Zastosowanie
Nigari stosuje się jako przyprawę w kuchniach azjatyckich – jako koagulant w produkcji tofu z mleka sojowego. Jest dobrze wchłanialnym i ekonomicznym źródłem magnezu w diecie. Stosowane jest także jako składnik mieszanek mlecznych dla niemowląt.